# Aleksander Fjeld Andersen
Pour les articles homonymes, voir Andersen.
Aleksander Fjeld Andersen, né le 15 avril 1997 à Oslo, est un biathlète norvégien qui représente Geilo Idrettslag. 

## Biographie
Son frère Filip est aussi un biathlète de haut niveau. Membre du club de Geilo, il fait ses débuts internationaux au Festival olympique de la jeunesse européenne de 2015, gagnant la médaille de bronze à la poursuite et la médaille d'or au relais mixte.
Il remporte l'argent dans l'individuel dans la catégorie jeune pendant le championnat du monde junior 2016, année où il est aussi vice-champion de Norvège de poursuite. Il remporte l'or en relais à ce championnat puis au championnat du monde junior de 2017, il remporte l'argent en relais.
Il termine 14e dans l'IBU Cup 2018/19, avec comme meilleur résultat une 3e place au sprint de Martell. Fjeld Andersen a participé aux championnats d'Europe 2019 à Minsk, mais sans obtenir de placements parmi les six meilleurs.
Lors de la saison 2019/20, Fjeld Andersen commence par une 2e place à Sjusjøen, où il bat Johannes Thingnes Bø et Martin Fourcade. Fjeld Andersen a également gagné une course de l'IBU Cup à Obertilliach, et participe à plusieurs courses de la coupe du monde. 
Lors de la coupe du monde 2019-2020, il termine 65e avec 35 points. Une 27e place dans la poursuite de Hochfilzen est lors de cette édition de la coupe du monde son meilleur résultat. En 2020, il est aussi double médaillé de bronze aux Championnats d'Europe à Minsk (sprint et relais mixte).
Appelé pour la seconde étape d'Hochfilzen lors de la Coupe du monde 2020-2021 à la suite de deux forfaits, il termine 24e de l'épreuve des 10 km puis 23e de l'épreuve de la poursuite, ce qui lui permet de participer à la première mass-start de la saison, où il termine 12e. Cet hiver, il prend la quatrième place du classement général de l'IBU Cup, gagné par son frère Filip.
Lors de la saison 2021-2022, il est appelé pour sa première course de Coupe du monde de l'hiver à Ruhpolding et prend la onzième place du sprint.

## Palmarès

### Coupe du monde
- Meilleur classement général : 34e en 2022.
- Meilleur résultat individuel : 8e.

#### Classements par saison
| Saison    | Individuel | Individuel | Sprint | Sprint   | Poursuite | Poursuite | Mass start | Mass start | Général | Général  |
| Saison    | Points     | Position   | Points | Position | Points    | Position  | Points     | Position   | Points  | Position |
| --------- | ---------- | ---------- | ------ | -------- | --------- | --------- | ---------- | ---------- | ------- | -------- |
| 2019-2020 | -          | nc         | 8      | 74e      | 27        | 46e       | -          | nc         | 35      | 65e      |
| 2020-2021 | -          | nc         | 42     | 50e      | 37        | 41e       | 55         | 25e        | 134     | 40e      |
| 2021-2022 | -          | nc         | '      | 32e      | '         | 35e       | '          | 37e        | '       | 34e      |

### Championnats d'Europe
- Minsk 2020 :
  -  Médaille de bronze au sprint.
  -  Médaille de bronze au relais mixte.

### Championnats du monde junior
- Cheile Gradistei 2016 (jeune) :
  -  Médaille d'or du relais.
  -  Médaille d'argent de l'individuel.
- Brezno 2017 (junior) :
  -  Médaille d'argent du relais.

### Festival olympique de la jeunesse européenne
- Burseberg 2015 :
  -  Médaille d'or du relais mixte.
  -  Médaille de bronze de la poursuite.

### IBU Cup
- 4e du classement général en 2021.
- 11 podiums individuels, dont 4 victoires.
- 1 victoire en relais mixte.